# 羅克日湖
63°52′2″N 33°1′15″E / 63.86722°N 33.02083°E
羅克日湖（俄语：Рокшезеро），是俄羅斯的湖泊，位於該國西北部，由卡累利阿共和國負責管轄，長4.4公里、寬2.7公里，面積6.9平方公里，海拔高度120.5米，集水區面積391平方公里，湖岸線長度16公里，平均水深1.5米，最大水深2米。